# 上新田天神社

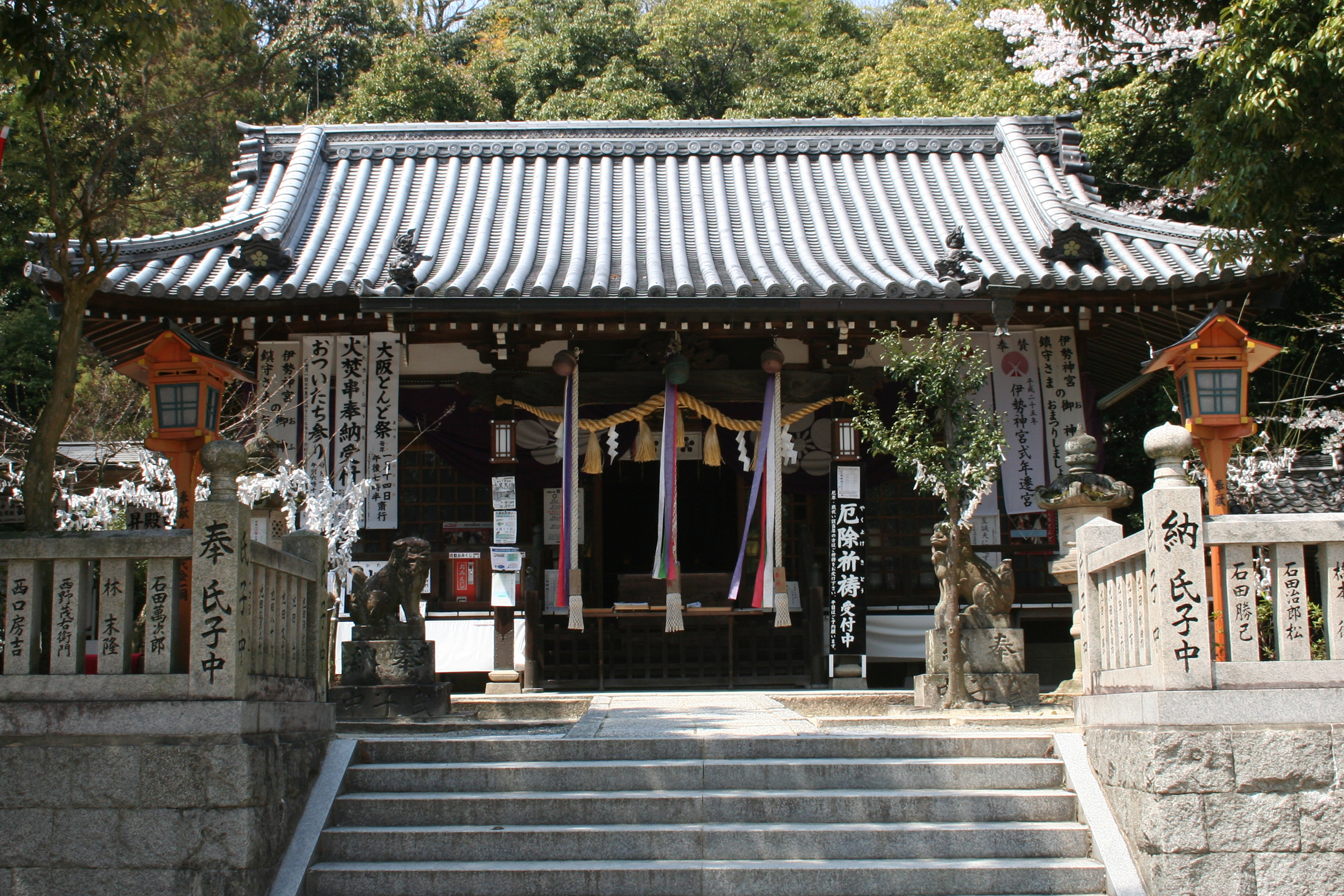
拝殿

上新田天神社（かみしんでんてんじんしゃ）は、大阪府豊中市上新田にある神社。旧社格は村社。法人名は天神社だが、千里天神（せんりてんじん）とも呼ばれる。

## 祭神
- 主祭神 - 菅原道真
- 相殿神 - 宇迦之御魂大神

## 歴史
詳しい創建年代は不明であるが、「新田由来記」によるともともとは現在地とは違う場所に当社はあったようである。
上新田村の開墾により貞享3年（1686年）に現在地にうつって社殿が再建された。天明元年（1781年）に御旅所が建立された時に、神輿・太鼓・金幣が巡幸して祝っている。
1872年（明治5年）に村社に列せられている。1905年（明治38年）には本殿覆屋と拝殿が建立された。

## 境内
- 本殿 - 貞享3年（1686年）再建。境内の拡張に際し、小路村の宮大工・市郎兵衛の請負によって建てられたもの[2]。極彩色で一間社流造。1905年（明治38年）に建てられた覆屋の中にある。
- 拝殿 - 1905年（明治38年）建立。
- 社務所
- 御旅所 - 天明元年（1781年）建立。

### 摂末社
- 千里稲荷神社 - 祭神：千里稲荷大明神

## 祭事
- 1月14日 - 上新田天神社とんど祭（豊中市指定無形民俗文化財。毎年1月14日夕刻行われる。
- 5月5日 - 春季例祭
- 10月第2日曜日 - 秋季例祭

## 文化財

### 豊中市指定有形文化財
- 上新田天神社本殿 - 1993年（平成5年）10月1日指定。

### 豊中市指定無形民俗文化財
- 上新田天神社とんど祭 - 1987年（昭和62年）9月1日指定。

### 所在地
- 大阪府豊中市上新田1丁目17-1

## 交通アクセス
- 北大阪急行電鉄千里中央駅より　中国自動車道を超えて南へ10分